# Dcoop
Dcoop (antigua Hojiblanca o Grupo Hojiblanca) es una empresa española del sector agroalimentario con sede en Antequera (Málaga). Se trata del mayor grupo productor mundial de aceite de oliva virgen extra y aceitunas de mesa. Constituida en 2003 de la mano de más de cuarenta cooperativas oleícolas de las provincias de Málaga y Córdoba, se refundó en 2013 con el nombre de Dcoop. Ocupa el puesto 1 en el ranking de cooperativas de 2º  grado, es decir, una unión de cooperativas dedicadas a la producción de aceite de oliva virgen, aceitunas de mesa y vino, además de operar en otros sectores como la ganadería, cereales, frutos secos o suministros.

## Historia de la cooperativa
En marzo de 1980 se constituye Cordoliva SCA, núcleo de una de las dos entidades creadoras de Hojiblanca, S. Coop. And. Agrupa a una veintena de almazaras cordobesas. Su sede se establece en la pedanía cordobesa de Villarrubia.
En noviembre de 1987 se constituye S. Coop. And. Oleícola Hojiblanca de Málaga, la otra entidad creadora de Hojiblanca, S. Coop. And. Está formada por 13 almazaras cooperativas del norte de la provincia de Málaga. Nace en una oficina alquilada de Antequera.
Ambas entidades serán el núcleo de Hojiblanca S.Coop.And. La fusión efectiva se produjo el 1 de noviembre de 2003 –aunque fue aprobada por unanimidad en asambleas celebradas el 23 de julio– y en realidad eran 42 cooperativas aceiteras, pues su número seguía creciendo año a año mediante adhesiones individuales. Firman el protocolo de fusión los presidentes de Cordoliva SCA, Salvador Lovera Valls y SCA Oleícola Hojiblanca de Málaga, José Moreno Moreno, que pasa a ser el máximo mandatario de la entidad fusionada. Como secretario general se nombra a Antonio Luque. Había nacido el mayor productor mundial de aceite de oliva virgen.  Actualmente su ámbito de actividad se extiende por las comunidades autónomas de Andalucía, Extremadura, Castilla-La Mancha y País Vasco.

## Hitos históricos
- 1973: Se crea la cooperativa Sierra Norte de Sevilla. Creación de la cooperativa  Orujera Interprovincial de Fuente de Piedra, la más antigua de las 12 cooperativas de segundo grado fusionadas.
- 1979: Se constituye Aceitunas de Mesa de Córdoba, S.A., germen de la futura cooperativa Acorsa.
- 1980: Acta de constitución de la  Cordoliva S.Coop.And.
- 1981: Se constituye en Alcázar de San Juan Bodegas Asociadas Cooperativas (BACO).
- 1987: Acta de constitución de la S. Coop. And. Oleícola Hojiblanca de Málaga, bajo la presidencia de Juan Romero Montenegro.
- 1997: Presentación de la marca de aceite de oliva virgen extra Hojiblanca.
- 2003: Fusión efectiva de las dos cooperativas. Nace Hojiblanca, S. Coop. And.
- 2005: Se produce la fusión  de Aceitunas de Mesa de Córdoba, S. Coop. And. (Acorsa) con Hojiblanca, S. Coop. And.
- 2006: Fusión efectiva con la cooperativa de segundo grado Suministros Agromálaga, S. Coop. And.
- 2007: Acuerdo de joint-venture al 50% entre la multinacional estadounidense Cargill y Hojiblanca que formalizaba Mercaoleo SL, sección de crédito.
- 2008: Se incorpora la primera cooperativa jiennense (Alcaudete).
- 2009: Se crea la figura de socio colaborador para aquellas cooperativas que quieran mantener su envasado. Se duplica el volumen del grupo, además de extender su actividad a otras provincias como Ciudad Real y sobre todo ampliarlo a Jaén.
- 2010: Se siguen sumando cooperativas al grupo: dos de Cádiz y cuatro de Granada.
- 2010: Fusión efectiva con la SCA Sierra Norte de Sevilla de segundo grado: se incorporan al grupo 7 cooperativas de Sevilla y Badajoz.
- 2011: Fusión con la SCA Agropecuaria del Sur (Almargen y Olvera). Se crea una cuarta sección en la entidad, la ganadera, que se dedica a la adquisición de materia prima para piensos, zoosanitarios y comercialización de cerdo de capa blanca.
- 2012:  Se crea la empresa Agroalimentaria Musa SL, constituida al 50% con Moreno SA, para la comercialización de productos de ambas compañías. Hojiblanca amplía su portafolio y abre mercados de ámbito internacional.
- 2013:  Hojiblanca S.Coop.And. se convierte en accionista de Deoleo SA con un 9,9% aproximadamente a cambio de la marca Hojiblanca y la planta de envasado de Antequera.
- 2013:  Se crea con Refinería Andaluza SA (Aceites Toledo) al 50% Qorteba Internacional SL para almacenar y refinar aceites de oliva, y albergar la fábrica de salsas. Se usarán las instalaciones de Refinería Andaluza de Alcolea (Córdoba) y se ampliará duplicará la bodega hasta llegar a 40.000t.
- 2013:  Se crea la sección de cereales, la quinta del grupo.
- 2013:  Se aprueba la fusión con Tierras Altas Aceite de Granada S.Coop.And., cooperativa de segundo grado formada por 14 cooperativas granadinas, que da lugar a la actual Dcoop S.Coop.And.[5]
- 2013:  Se presenta en Madrid la nueva Dcoop, una cooperativa líder en el sector oleícola que aspira a convertirse en la cooperativa agraria líder en España y a situarse entre las primeras europeas.
- 2014:  Hojiblanca vende a CVC su 10% en Deoleo SA.[6][7][8]
- 2014:  Integración de Procasur y Baco. Bodegas Asociadas Cooperativas (BACO) es la mayor cooperativa vitivinícola de España, con medias de producción de 150 millones de litros, blanco y tinto al 50 por ciento. Tiene nueve cooperativas situadas en Toledo (4), Ciudad Real (4) y Cuenca (1). Se trata de la primera integración transregional protagonizada hasta la fecha por Dcoop. Procasur, corporación andaluza con sede en Antequera que aglutina a 2.500 ganaderos asociados a seis cooperativas (Agasur y Agamma de Málaga, Caprinova de Almería, Corsevilla de Sevilla, Los Remedios-Picasat de Cádiz y Ovipor de Huelva; estas tres últimas ya socias de Dcoop) y que mueve 20 millones de litros de leche con una facturación de 18 millones de euros anuales (se incorpora a la sección ganadera la leche de caprino).[9]
- 2015: En julio Dcoop se hace con el 100% de Musa (Baldomero Moreno S.A.) y en septiembre aprueba trasladar sus instalaciones a Alcolea (Córdoba).[10]

## Dcoop hoy
En la actualidad cuenta con 112 cooperativas aceiteras, 22 aceituneras, siete ganaderas, una decena de cereales y más de un centenar de suministros. Sus agricultores, ganaderos y cooperativas asociadas se reparten por Andalucía --Jaén, Córdoba, Málaga, Granada, Sevilla y Cádiz--, Castilla-La Mancha --Ciudad Real y Toledo-- y Extremadura --Badajoz--.a principal actividad económica de estas comarcas.
La Cooperativa Hojiblanca cuenta con 65.000 familias de agricultores y ganaderos que cultivan 50 millones de árboles en 400.000 hectáreas de olivar. Esto, unido a una producción media anual de 180.000 toneladas de oliva virgen y 65.000 toneladas de aceitunas de mesa hacen que Dcoop sea el mayor productor mundial de aceite de oliva virgen y aceitunas de mesa.
El grupo Dcoop exporta, actualmente, sus productos a un centenar de países y cuenta con delegaciones en Estados Unidos y China. Dispone de varios centros de trabajo propios y participados en Villarrubia, Córdoba y Monturque (Córdoba); Guarromán (Jaén); Santa Fe (Granada); Dos Hermanas y El Saucejo (Sevilla), y Antequera, Málaga y Campillos (Málaga).